# Babîne, Stara Sîneava
Babîne (în ucraineană Бабине) este localitatea de reședință a comunei Babîne din raionul Stara Sîneava, regiunea Hmelnîțkîi, Ucraina.

## Demografie
Componența lingvistică a localității Babîne
     Ucraineană (99,28%)
     Alte limbi (0,72%)
Conform recensământului din 2001, majoritatea populației localității Babîne era vorbitoare de ucraineană (99,28%), existând în minoritate și vorbitori de alte limbi.